# University of Southampton HC
University of Southampton HC är en handbollsklubb från Southampton i England. University of Southampton HC spelar i South West Regional League under säsongen 2013/2014.